# 鲅鱼圈区

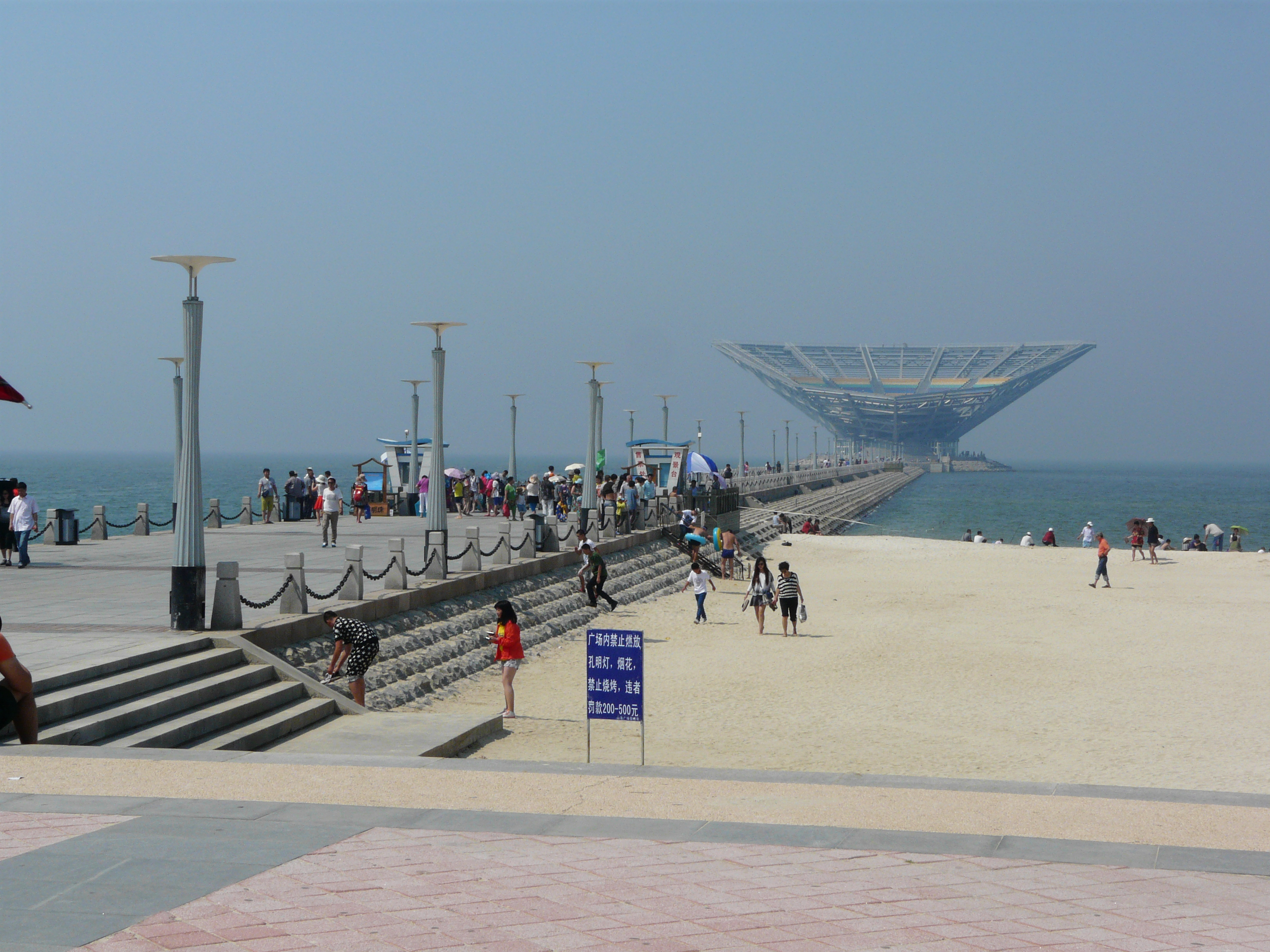
鲅鱼圈山海广场

40°15′48.35″N 122°7′44.43″E / 40.2634306°N 122.1290083°E
鮁魚圈區是中華人民共和國遼寧省营口市所辖的一个市轄區。1984年成立，1992年10月经国务院批准，营口市出口加工区与营口新经济区合并为国家级开发区暨营口经济技术开发区，经开区党工委为营口市政府派出机构。1997年，营口市行政机构整合，将营口市鮁鱼圈区与营口经济技术开发区合署办公，一套机构两块牌子。营口市鲅鱼圈区区委书记即为营口经济技术开发区党工委书记，营口市鲅鱼圈区人民政府区长即为营口经济技术开发区管委会主任，鲅鱼圈区下设人大、政协两大监督机构，经开区不设人大、政协机构。區人民政府駐红海街道。

## 行政区划
鲅鱼圈区下辖3个街道、3个镇：
红海街道、海星街道、望海街道、熊岳镇、芦屯镇和红旗满族镇。
熊岳镇、芦屯镇和红旗满族镇原属盖州市，于2004年划归鲅鱼圈区。

## 人口
根據第七次人口普查數據，截至2020年11月1日零時，鮁魚圈區常住人口為541113人。

## 交通
- 海运：营口港
- 铁路：沈大铁路、哈大高速铁路
- 公路：哈（尔滨）大（连）公路、沈大高速公路
- 航空：沈阳桃仙国际机场、大连周水子国际机场、营口兰旗机场